# Pascal Popieul
Pour les articles homonymes, voir Popieul.
Pascal Popieul, né le 19 novembre 1969, est un coureur cycliste français, actif de 1993 à 2003.

## Palmarès
- 1993
  - 2e du Grand Prix de la ville de Pérenchies
- 1994
  - 3e de la Ronde de l'Oise
- 1996
  - Circuit du Port de Dunkerque
- 1997
  - Circuit du Port de Dunkerque